# 545167 Bonfini
545167 Bonfini è un asteroide della fascia principale. Scoperto nel 2011, presenta un'orbita caratterizzata da un semiasse maggiore pari a 2,5667637 au e da un'eccentricità di 0,0248012, inclinata di 9,68086° rispetto all'eclittica.